# Арто Паасилина
Арто Паасилина (на фински: Arto Paasilinna) е финландски журналист, сценарист и писател, автор на произведения в жанровете хумористичен и сатиричен роман.

## Биография и творчество
Арто Тапио Паасилина е роден на 20 април 1942 г. в село в община Киттиля, Лапландия, Финландия, в многолюдното семейство на Вално Гюлстен и Хилда-Мария Нива, във времето, когато те бягат на север поради Втората световна война. Името „Паасилина“ на фински означава „каменна крепост“, и е измислено от баща му, който се скарал с родителите си и си сменил фамилията.
Още от тринайсетгодишна възраст работи различни занаяти, като дърводелец, селскостопански работник, ловец. След средното си образование завършва Лапландското висше народно училище през 1963 г., след което работи в различни вестници като журналист и редактор. В периода 1968 – 1970 г. е редактор, а в периода 1975 – 1988 г. е колумнист в седмичното списание „Апу“.
Заедно с работата си на журналист започва да пише книги. През 1964 г. е издадена първата му документална книга, а през 1972 г. първият му художествен роман.
През 1975 г. е издаден романът му „Годината на дивия заек“, който бързо се превръща в култов роман в скандинавските страни и придобива голяма популярност в цяла Европа. Арто Паасилина напуска работата си и се посвещава на писателската си кариера. През 1977 и 2006 г. романът е екранизиран.
Следват още известни негови произведения – „Затворници на рая“, Синът на бога на бурята“, „Мелничарят, който виеше срещу Луната“, „Гората на обесените лисици“, „Веселите самоубийци“, и др., които го утвърждават като един от водещите финландсдки писатели. Публикува по една книга годишно, обикновено през есента, за което е свързван е окапването на листата на брезите.
Произведенията на писателя са преведени на над 40 езика и са издадени в над 7 милиона екземпляра по света.
Арто Паасилина живее със семейството си в Хелзинки. През октомври 2009 г. преживява инсулт. На 15 октомври 2018 г. умира на 76 години в дом за възрастни хора в Еспу, Англия.

## Произведения

### Самостоятелни романи
- Operaatio Finlandia (1972)
- Paratiisisaaren vangit (1974)
- Jäniksen vuosi (1975)
Годината на дивия заек, изд.: ИК „Колибри“, София (2005), прев. Ралица Петрунова
- Onnellinen mies (1976)
- Isoisää etsimässä (1977)
- Sotahevonen (1979)
- Herranen aika (1980)
- Ulvova mylläri (1981)
Мелничарят, който виеше срещу Луната, изд.: ИК „Колибри“, София (2014), прев. Максим Стоев
- Kultainen nousukas (1982)
- Hirtettyjen kettujen metsä (1983)
- Ukkosenjumalan poika (1984)
- Parasjalkainen laivanvarustaja (1985)
- Vapahtaja Surunen (1986)
- Koikkalainen kaukaa (1987)
- Suloinen myrkynkeittäjä (1988)
- Auta armias (1989)
- Hurmaava joukkoitsemurha (1990)
Веселите самоубийци, изд. „Суоми-МС“, София (2009), прев. Максим Стоев
- Elämä lyhyt, Rytkönen pitkä (1991)
- Maailman paras kylä (1992)
- Aatami ja Eeva (1993)
- Volomari Volotisen ensimmäinen vaimo ynnä muuta vanhaa tavaraa (1994)
- Rovasti Huuskosen petomainen miespalvelija (1995)
- Lentävä kirvesmies (1996)
- Tuomiopäivän aurinko nousee (1997)
- Hirttämättömien lurjusten yrttitarha (1998)
- Hirnuva maailmanloppu (1999)
- Ihmiskunnan loppulaukka (2000)
- Kymmenen riivinrautaa (2001)
- Liikemies Liljeroosin ilmalaivat (2003)
- Tohelo suojelusenkeli (2004)
- Suomalainen kärsäkirja (2005)
- Kylmät hermot, kuuma veri (2006)
- Rietas rukousmylly (2007)
- Neitosten karkuretki (2008)
- Elävänä omissa hautajaisissa (2009)

### Документалистика
- Karhunkaataja Ikä-Alpi (1964)
- Kansallinen vieraskirja, graffiitti eli vessakirjoituksia (1971)
- Seitsemän saunahullua suomalaista (1984)
- Kymmenen tuhatta vuotta (1986)
- Hankien tarinoita (1998)
- Yhdeksän unelmaa (2002) – автобиография
- Sadan vuoden savotta (2003) – история на финландския дърводобив

### Екранизации
- 1977 Jäniksen vuosi – по романа, сценарист
- 1979 Natalia – сюжет
- 1979 Onnellinen mies – ТВ филм, по романа
- 1982 Ulvova mylläri – по романа
- 1982 – 1983 Suomalaisia tähtihetkiä – ТВ сериал, 3 епизода
- 1986 Hirtettyjen kettujen metsä – по романа
- 1993 Kaikkien valehtelijoiden äiti – ТВ сериал, сюжет
- 1995 Suloinen myrkynkeittäjä – ТВ минисериал, 4 епизода, по романа
- 1996 Elämä lyhyt, Rytkönen pitkä – по романа
- 2000 Hurmaava joukkoitsemurha – по романа „Веселите самоубийци“
- 2002 Kymmenen riivinrautaa – по книгата
- 2006 Le lièvre de Vatanen – по романа „Годината на дивия заек“
- 2014 La douce empoisonneuse – ТВ филм, по романа